# شاغة قوقازية
الشَّاغَة القُوقَازِيَّة أو سمفوطن قوقازي أو سنفيتون قوقازي (الاسم العلمي:Symphytum caucasicum) هو نوع من النباتات يتبع جنس الشاغة من الفصيلة الحمحمية.